# フェビアン協会
フェビアン協会（フェビアンきょうかい、Fabian Society）は、19世紀後半に創設された、最もよく知られているイギリス中産階級の社会主義知識人による運動。ロンドン・スクール・オブ・エコノミクスを設立する際の母体となった。なお、労働党の基盤の団体として、現在も存在している。

## 名称の由来
古代ローマの軍人である、クィントゥス・ファビウス・マクシムスにちなんで、フェビアン協会と名づけられた。これは、フェビアン協会を設立した知識人の一人、フランク・ポドモアの提案によるものである。クィントゥス・ファビウス・マクシムスは、カルタゴのハンニバルを持久戦で破った名将である。

## 概要

### 誕生
1884年1月4日、フェビアン協会はロンドンで設立された。1883年にトーマス・デヴィッドソンがロンドンに新生活友愛会をつくり、詩人のエドワード・カーペンター、ジョン・デヴィッドソン、性科学者のヘイヴロック・エリス、エドワード・R・ピースら約9人がメンバーとなっており、この団体の支会として設立された。新生活友愛会は、清潔で単純化された生活の模範を示すことで、社会を変革しようとしていた。しかし、個人の精神生活に籠ろうとするグループと、社会改革に携わろうとするグループがあり、後者のメンバーがより政治的な団体を別に作ろうとした結果、フェビアン協会の創設が決定された。その中心になったのが、フランク・ポドモアである。その後も、全メンバーは自由に両方に関わることができた。1890年代の初めに新生活友愛会は解散されたが、フェビアン協会はヴィクトリア朝末期からエドワード朝の時代のイギリスで、卓越した知識人の協会になった。1896年には第二インターナショナルのロンドン会議にも参加している。
社会意識に目覚めた中産階級知識人の知的サロンであり、労働者階級の団体ではなく、体系的な思想や理論ももなく、ただ現状の人間生活を良くするには社会改革が必要だという漠然とした意識・共通感情を持っていた。他の社会主義団体からは、「客間（サロン）の 社会主義者」と嘲笑された。
設立後すぐに、ジョージ・バーナード・ショー、シドニー・ウェッブ、ビアトリス・ウェッブ、アニー・ベサント、グレーアム・ウォーラス、ヒューバート・ブランド、イーディス・ネズビット、H・G・ウェルズ、シドニー・オリヴィエ、エミリン・パンクハーストら社会主義に魅力を感じた多くの知識人を引きつけた。その後、バートランド・ラッセルもメンバーになった。ショーとウェッブが、フェビアン協会に一定の方向性と活動意識をもたらした。このグループは革命的ではなく、むしろ緩やかな変革を志向（社会改良主義）していた。このように、漸進的な社会変革によって教条主義的マルクス主義に対抗し、暴力革命を抑止する思想や運動をフェビアン主義（フェビアニズム）と呼ぶ。
1887年に協会の理念規定書である「基礎」が改訂され、土地と産業資本の共有化を目指すなど社会主義団体としての綱領を明確にした。そして、フェビアン社会主義の理論構築をすすめ、1889年に『フェビアン社会主義論集』が出版された。フェビアン社会主義の特色には、まずひとつにレント（地代）論がある。これはリカードの比較優位理論の骨子を援用し、土地・資本・技能における比較優位から得られる超過利潤は社会的に共有されるべき、という主張だった。他の特色として、社会主義は階級闘争ではなく、社会諸制度の人為的変革によって人類が進歩する過程で出現するという「歴史の制度的な解釈」という理論がある。『フェビアン社会主義論集』は刊行後の3年間で2万部以上を売り上げ、フェビアン協会は社会的に認知され会員数も急増していった。1890年代にはフェビアン社会主義に共鳴する組織が国内外に相次いで組織された。
なお、社会主義と心霊主義はともに理想社会（世俗的千年王国）をこの世に到来させようとする点で一致しており、両者は密接な関係にあった。そのため、ポドモアやベザントなどの初期のメンバーには、心霊主義の傾向が強い者が少なからずいた。

### 政党への参加
フェビアンは当初、国内問題に主な関心があり、ロンドンだけが活動範囲であったが、ボーア戦争が始まる1900年頃には、対外問題も議論するようになる。フェビアンは自由帝国主義を唱えるローズベリーを支持し、「国民的効率」を目指す新党結成を計画する。その中で、ウェッブ夫妻は新党を準備するためのブレーン・トラストとして、「効率懇話会」を結成する。また、多くのフェビアン（フェビアン協会のメンバー）が、1900年の労働党の前身となる労働代表委員会結成に参加した。
こうした動きにもかかわらず、協会の影響力は衰え、1903年にはH・G・ウェルズが加入すると他のメンバーと内輪もめを起こし、協会内は混乱することになる。しかし、1907年から1908年にかけて、オックスフォードやケンブリッジの学生達がフェビアン主義に興味を抱き、協会は第2のブームを迎える。2つの世界大戦の期間には、第2世代のフェビアンであるR・H・トーニー、G・D・H・コール、ハロルド・ラスキが、社会民主主義思想に大きな影響を与えつづけていた。
組織が拡充する一方で、圧力団体として行政による市民への保障を重視するウェッブなど古参会員と、労働組合を媒介した民主的統治を重視するコールなど若手のギルド社会主義者との軋轢が表面化するようになる。対立の溝は埋めがたく、1915年にはコールがフェビアン協会を離脱している。
1914年に第一次世界大戦が始まると戦時下での労働者保護を目的として、労働党の党首アーサー・ヘンダーソンを委員長とする連合団体「戦時労働者全国委員会」が組織され、多くのフェビアン協会員が委員として参加した。この活動を通して労働党とフェビアン協会の連携が強まり、1915年にはシドニー・ウェッブがフェビアン協会代表として労働党執行部に加わった。1918年に労働党の新綱領が採択されるとともに、シドニー・ウェッブが執筆した政策宣言『労働党と新社会秩序』の表明によって、労働党の社会主義へのコミットメントが明確となった。翌1919年にはフェビアン協会の「基礎」も大きく改訂され、フェビアン協会が労働党の構成団体であることを明確化した。また、従来のプロパガンダ活動に加え、政策研究集団としての活動を打ち出した。
この時期、第三世界の将来のリーダーとなる多くの者がフェビアン思想に感化された。特に、インドのネールは、フェビアンの社会民主主義に基づき、独立後のインドで混合経済体制を運営した。
1928年にフェビアン協会に再合流したコールが、ヒュー・ドルトン、ハーバード・モリソン、クレメント・アトリー、ハロルド・ラスキなどとともに「新フェビアン調査局」を組織し社会主義的な政策研究を進めた。1939年に調査局がフェビアン協会に吸収されることによって、フェビアン協会が労働党のシンクタンクとして実質的に稼働するようになる。1930年代にはその他にも、ガルブレイス、ビーヴァーブルック、バートランド・ラッセル、スチュアート・チェース、ヘンリー・ウォラスが活躍することになる。なお、『1984年』の原作者、ジョージ・オーウェルもメンバーの一人だった。
20世紀を通して労働党に常に影響力をもっており、21世紀に入ってもそれは続いている。労働党の党首およびイギリスの首相となったラムゼイ・マクドナルド、クレメント・アトリー、アンソニー・クロスランド、リチャード・クロスマン、トニー・ベン、ハロルド・ウィルソン、トニー・ブレアらがフェビアン協会のメンバーであった。ゴードン・ブラウンもその一員である。